# 신검
신검(神劍, 885년~?)은 후백제(後百濟) 견훤(甄萱)의 맏아들이다.

## 생애
885년 견훤과 상원부인 사이에서 장남으로 태어났다. 924년 7월에 아우인 견양검(良劍)과 함께 고려의 조물성(曹物城) 을 공격하여 장수인 애선을 죽였으나, 또 다른 장수인 왕충이 완강히 저항하는 바람에 이득 없이 돌아갔다.
933년 5월에는 총군(統軍)이 되어 혜산성(槥山城)·아불진(阿弗鎭)을 거쳐 신라(新羅)의 서라벌(徐羅伐)을 공격하려 했으나, 사탄(槎灘)에서 장사 80인을 거느리고 들이닥친 고려의 유금필에게 크게 패하였다. 7일 후에 신라 서라벌에서 돌아오던 유금필과 다시 자도(子道)에서 싸웠으나, 또 다시 패하여 금달(今達)·환궁(奐弓) 등 7인이 사로잡혔고 많은 전라도 병사를 잃었으며 이후 견훤이 10여 명의 아들 중 넷째 아들이자 신검의 이복 아우로 추정되는 견금강에게 왕위를 전하려고 하자, 이에 불만을 품고 아우인 양검 등의 권유를 받아 쿠데타를 일으켰다. 이에 백제의 이찬 능환을 비롯한 몇몇 관료들도 동참하였다. 그리고 마침내 935년(태조 18년) 음력 3월에 견훤을 금산사에 유폐하고 견금강을 살해한 후 대리청정을 하다가 음력 10월 17일에 외람히 후백제 2대 왕으로 등극하였다.
견신검은 견훤을 금산사에 유폐 감금하였는데, 약 3개월 뒤에 견훤은 탈출하여 고려의 송악으로 망명할 수 있었다. 견훤은 반역을 꾀한 자들을 처벌할 수 있도록 도움을 청하였고, 고려 태조는 견훤의 요청을 받아들여 936년에 군대를 이끌고 일선군(一善郡, 지금의 경상북도 구미시 선산읍)으로 갔다.
후백제 군이 이에 맞서 일리천 전투를 벌였으나, 견훤의 사위인 박영규가 고려로 귀화하면서 초기부터 전세가 불리해졌다. 게다가 고려군 앞에 나타난 견훤을 보자 후백제 병사들은 대항의 의지를 잃고 말았다. 결국 싸우기도 전에 애술(哀述)을 비롯한 많은 장수들이 항복하였고, 신검도 황산까지 밀려나 황산 전투를 벌였으나 크게 패하며 항복하였다.
견훤은 견신검이 아버지에게 반란을 일으킨 죄를 벌하여 달라고 왕건에게 요청하였다. 그러나, 태조는 반역의 책임이 신검을 부추긴 신검의 아우 견양검과 견용검, 그리고 능환 등에게 있다고 하여 그들에게만 벌을 내렸다. 결국 능환이 처형되고 견양검과 견용검도 전라도로 귀양을 보낸 뒤 살해하였다. 이후 견신검의 행적은 알 수 없다. 다만 《삼국사기》 견훤 열전의 주석에서는 신검을 포함한 3형제가 모두 벌을 받아 죽었다는 내용을 전하는데, 실제로 견신검은 이후로 기록에 보이지 않기 때문에 최후에는 살해당했을 가능성이 높은 것으로 여겨진다.

## 가족 관계
- 조부 : 아자개(阿慈介,? ~935)
- 조모 : 상원부인(上院夫人, ?~?)
  - 부왕 : 견훤(甄萱, 867~936, 재위:892~935)
  - 모후 : 상원부인 박씨(上院夫人 朴氏, ?~?)
    - 동모제 : 견양검(甄良劍, ?~936)
    - 동모제 : 견용검(甄龍劍, ?~936)
    - 여동생 : 국대부인
    - 매제 : 박영규(朴英規, ?~?)
    - 이모제 : 견금강(甄金剛, ?~935)

  - 숙부 : 능애(能哀, ?~?)
- 계조모 : 남원부인(南院夫人, ?~?)
  - 이복 숙부 : 용개(龍蓋, ?~?)
  - 이복 숙부 : 보개(寶蓋, ?~?)
  - 이복 숙부 : 소개(小蓋, ?~?)

## 대중 문화속에 나타나는 견신검

### TV 드라마
- 《태조 왕건》(KBS, 2000년~2002년, 배우: 이광기, 윤동원, 이풍운)
- 《제국의 아침》(KBS, 2002년~2003년, 배우: 이광기)

## 같이 보기
- 한국의 역사

## 참고 문헌
- 삼국사기(三國史記)
- 삼국유사(三國遺事)
- 고려사(高麗史)
- 고려사절요(高麗史節要)

| 전 대 견훤 | 제2대 후백제 국왕 935년 - 936년 | 후 대 (왕조 멸망) (고려 태조 왕건) |